# 八月鬱金香
《八月鬱金香》是於1992年上映的香港電視電影，由周慧敏、劉青雲、黃澤鋒和李國麟主演。

## 劇情簡介
翁芷華和其弟學仁受父親生前所托把載有重要資料的磁碟交給在荷蘭的七叔。
兩人抵達荷蘭後，發現七叔已被殺，並遇到在當地任職警察的方競生，競生幫助二人尋找居所和工作，學仁和競生成為朋友。而芷華因遺失身份證而認識當地華人鄧世文，兩人互生好感。
同時，競生因欠下賭債，與黑幫勾結，迫學仁姊弟交出磁碟，但芷華早已將磁碟燒毀，世文用計救出學仁，但仁逃跑時被生射殺。世文和芷華準備到比利時，但被生發現，兩人逃到一個山洞內與生搏鬥，最後芷華用生送給仁的一顆子彈將其射殺。世文和芷華成為情侶，在船上傾談往後的生活。